# Disney's Hot Shots
Disney's Hot Shots fue una serie de videojuegos cortos y simples estilo Arcade de Disney que fueron lanzados para PC y Macintosh durante la era de Windows 95/98. La serie fue continuada en generaciones posteriores bajo el nuevo nombre de Disney Hotshots.

## Videojuegos de Disney's Hot Shots
- Los primeros cinco juegos fueron extraídos de Timon & Pumbaa's Jungle Games y lanzados como títulos separados:
- Timon & Pumbaa's Jungle Pinball - (1995)
- Timon & Pumbaa's Hippo Hop - (1995)
- Timon & Pumbaa's Bug Drop - (1995)
- Timon & Pumbaa's Slingshooter - (1995)
- Timon & Pumbaa's Burper - (1995)

Los siguientes cuatro juegos fueron extraídos de Disney's GameBreak: The Lion King II: Simba's Pride y lanzados como títulos separados:
- Cub Chase - (1998)
- Swampberry Sling - (1998)
- Conga Longa - (1998)
- Paddle Bash - (1998)

Juegos correspondientes a otras franquicias de Disney:
- Hunchback of Notre Dame: Djali Bowling - (1996)
- Terk & Tantor Power Lunch - (1999)
- Tarzan Jungle Tumble  - (1999)